# Websterita

Diagrama ternari de les roques ultramàfiques. En verd es troba destacat el domini de la websterita.

La websterita és una roca ultrabàsica i ultramàfica que està formada per proporcions iguals (o semblants) d'ortopiroxè i clinopiroxè (percentatges que oscil·len entre el 90 i el 10% de casa tipus); la roca pot contenir un màxim de 5% d'olivina. És un tipus de piroxenita.
El nom de la roca prové del poble de Webster, a Carolina del Nord, als EUA.